# Abdul Minty

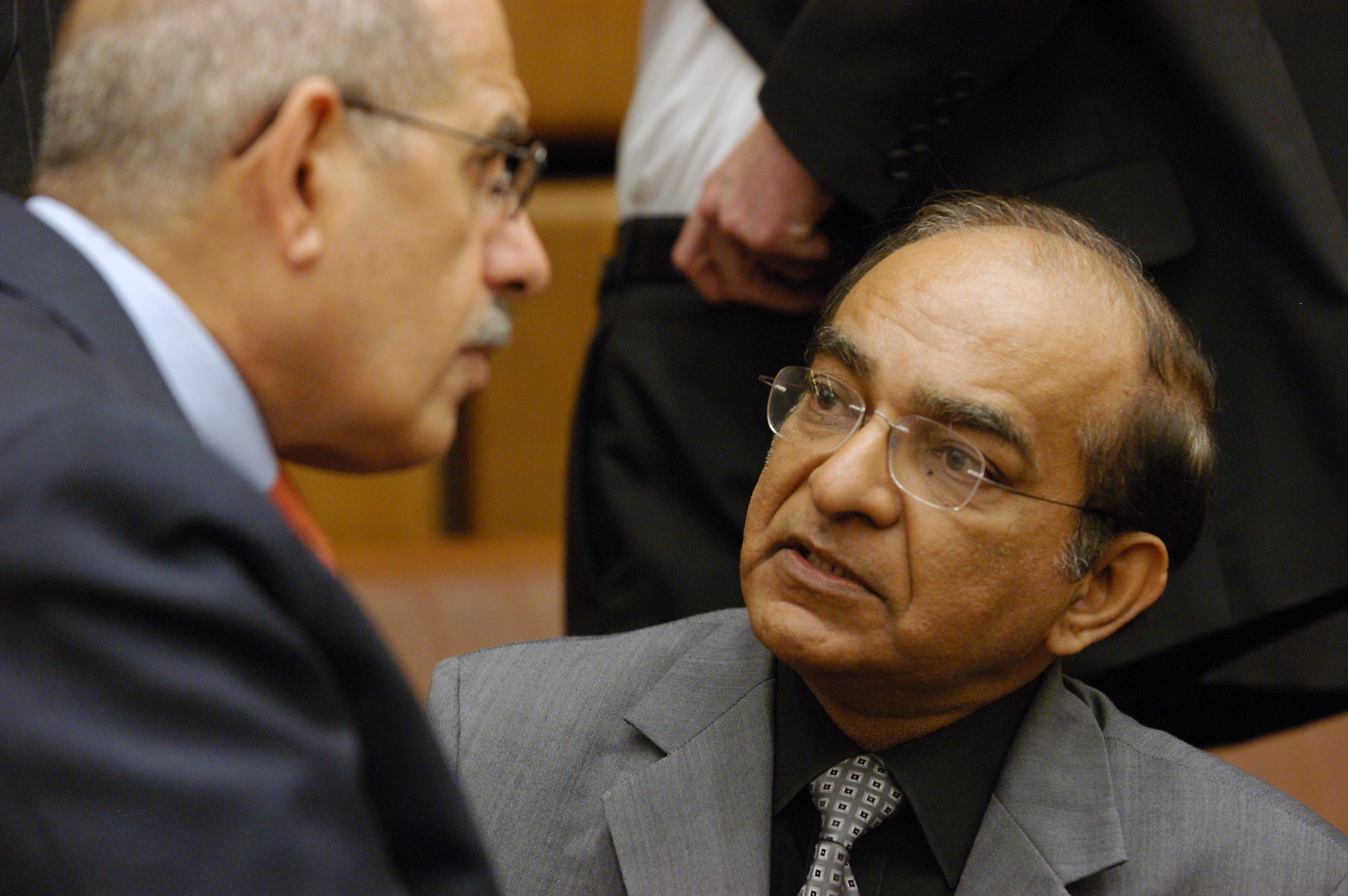
Mohamed ElBaradei (li) im Gespräch mit Abdul Samad Minty (re)

Abdul Samad Minty (* 1941 in Johannesburg) ist ein südafrikanischer Diplomat. Zurzeit ist er Botschafter seines Landes im Gouverneursrat der Internationalen Atomenergieorganisation (IAEO). Er war ein Kandidat für die Nachfolge von Mohammed el-Baradei als Generaldirektor der IAEO.

## Ausbildung und frühe politische Aktivitäten
Minty, ein Südafrikaner indischer Herkunft, ging vor dem Hintergrund der Apartheid-Politik in seinem Land, die Nicht-Weiße diskriminierte, 1958 ins Exil nach London, wo er zunächst die Schule abschloss. Minty studierte dann in London Internationale Beziehungen und Ökonomie und begründete die dortige Anti-Apartheid-Bewegung mit. Anfänglich als „Boycott Movement“ bekannt, wurde die britische Anti-Apartheid-Bewegung als Reaktion auf einen Aufruf Albert Luthulis 1959 von Auslands-Südafrikanern und ihren Unterstützern gegründet. Sie wurde so etwas wie ein Vorbild für Initiativen gegen die Apartheid in anderen Ländern. Minty war für etwa drei Jahrzehnte Ehrensekretär (honorary secretary) der britischen Anti-Apartheid-Bewegung. Er knüpfte vom britischen Exil aus Kontakte zum ANC (der spätere südafrikanische Präsident Thabo Mbeki etwa hielt sich zur gleichen Zeit in London auf), zu Führern afrikanischer Staaten, von denen Anfang der 1960er-Jahre viele die Unabhängigkeit gewannen, und zu internationalen Organisationen wie den UN, dem Commonwealth und den Blockfreien.
Sein Studium und seine Forschung waren eng mit seiner Arbeit in der Anti-Apartheid-Bewegung verbunden. Minty erwarb 1968 den Titel eines Bachelor of Science und 1969 mit seiner Dissertation über die strategische Bedeutung Südafrikas für den Westen („South Africa’s Defence Strategy“) den eines Master of Science am University College in London.

## Engagement gegen die Apartheid
Auf Grundlage der Resolution 1761 von 1962, die die Apartheid verurteilte, wurde die UN gegen die Apartheid aktiv. Nach einem Vorschlag von Minty wurde 1963 das UN-Special Committee against Apartheid gegründet, das lange von westlichen Regierungen abgelehnt wurde. Abdul Minty wurde Principal Secretary in diesem Special Committee und Leiter des UN Centre against Apartheid. Die britische Anti-Apartheid-Bewegung war ein Verbündeter des Sonderkomitees im Westen; die Zusammenarbeit war eine Grundlage für die spätere Akzeptanz der Notwendigkeit von Sanktionen gegen Apartheid-Südafrika und wurde von Minty betrieben.
Minty präsentierte dem IOC 1962 Material über Rassismus im südafrikanischen Sport, was 1963 zum Ausschluss Südafrikas von Olympischen Spielen führte.
Im Anschluss an sein Studium war er von 1969 bis 1975 Forscher am Richardson Institute for Conflict and Peace Research in London.
1979 ging er nach Norwegen, um die „Weltkampagne gegen militärische und nukleare Zusammenarbeit mit Südafrika“ in Oslo zu leiten. Diese Initiative engagierte sich für die Einhaltung des 1977 erlassenen Waffenembargos gegen Südafrika und gegen Südafrikas (damals nur vermutetes) Nuklearwaffenprogramm. Minty thematisierte diese Fragen immer wieder in den UN-Gremien, etwa im Sonderkomitee gegen Apartheid, oder der OAU. Er war in dieser Zeit auch Forscher am International Peace Research Institute in Oslo.

## Nach dem Ende der Apartheid
Minty kehrte 1995 nach Südafrika zurück. Seine Erfahrung und seine Kontakte waren im Post-Apartheid-Südafrika gefragt. Er wurde stellvertretender Generaldirektor im südafrikanischen Außenministerium und Vorsitzender des im Ministerium für Handel und Industrie untergebrachten Rates für die Nichtweiterverbreitung von Massenvernichtungswaffen, der für Export-Kontrollen von nuklearen Materialien zuständig ist.
1995 wurde er auch Südafrikas Botschafter im Gouverneursrat der IAEO in Wien. Minty engagierte sich dabei für globale nukleare Abrüstung, aber auch für die Verbreitung friedlicher nuklearer Technologien. Im November 2008 gab Südafrikas Bergbau- und Energieministerin Patience Sonjica Mintys Kandidatur für die Nachfolge von Mohammed el-Baradei, dessen Amtszeit am 30. November 2009 endete, als Generaldirektor der IAEO bekannt. Seine Kandidatur wurde vornehmlich von Entwicklungs- und Schwellenländern unterstützt. Nachdem ein erster Anlauf zur Wahl im März 2009 keine Entscheidung gebracht hatte, konnte sich der Japaner Yukiya Amano am 2. Juli 2009 gegen Minty durchsetzen, als er im vierten Wahlgang die notwendige Zweidrittelmehrheit erreichte.